# Роман Вајденфелер
Роман Вајденфелер (Диц, 6. август 1980) је немачки бивши фудбалер који је играо на позицији голмана.

## Каријера

### Клупска каријера
Почео је да брани у млађим категоријама и то у Б саставу ФК Кајзерслаутерн, док је у дресу сениора први пут дебитовао 1999. године. Био је замена за првог голмана клуба Џорџа Коха па је из тог разлога 2002. године напустио Кајзерслаутерн и као слободан играч потписао уговор за Борусију Дортмунд. У новом клубу је заменио Јенса Лемана који је 2003. године потписао за лондонски Арсенал. Дебитовао је 17. децембра 2003. године у мечу против свог бившег клуба. Тада је са својим новим клубом поражен минималном предношћу. Током 2005. године направио је кратку паузу због повреде менискуса на левом колену. На почетку сезоне 2007/08. био је кажњен са 10000 евра и са три утакмице неиграња због увреде на расној основи коју је упутио Шалкеовом нападачу Џералду Асамои.

### Репрезентативна каријера
Вајденфелер је бранио неколико утакмица за немачке млађе репрезентације док је за сениоре први пут дебитовао 19. новембра 2013. године у пријатељском сусрету против Енглеске  на Вемблију. Бранио је свих 90 минута те је у доби од 33 године и 105 дана постао најстарији немачки голман који је дебитовао за немачку репрезентацију. Тиме је срушио рекорд Тонија Турека (31 година и 308 дана).
Немачки селектор Јоахим Лeв га је 2. јуна 2014. године увео на коначан списак репрезентативаца за предстојеће Светско првенство 2014. године у Бразилу.
С немачком репрезентацијом је 2014. године постао светски првак освојивши Светско првенство које је било одржано у Бразилу.

## Највећи успеси

### Борусија Дортмунд
- Првенство Немачке (2) : 2010/11, 2011/12.
- Куп Немачке (2) : 2011/12, 2016/17.
- Суперкуп Немачке (2) : 2008, 2013.
- Лига шампиона : финале 2012/13.

### Репрезентација Немачке
- Светско првенство (1) : 2014.